# Melanagromyza wedeliae
Melanagromyza wedeliae är en tvåvingeart som beskrevs av Spencer 1973. Melanagromyza wedeliae ingår i släktet Melanagromyza och familjen minerarflugor.
Artens utbredningsområde är Florida. Inga underarter finns listade i Catalogue of Life.